# Mont Tournier
Pour les articles homonymes, voir Tournier.
Le mont Tournier est un chaînon montagneux de France situé dans l'Avant-Pays savoyard, dans le département de la Savoie. Il culmine à 877 mètres d'altitude.

## Géographie
La montagne est située à l'est de l'agglomération lyonnaise et de la ville nouvelle de l'Isle-d'Abeau, entre Chambéry à l'est et la Tour-du-Pin à l'ouest, intégralement dans le département de la Savoie mais en bordure de ceux de l'Ain au nord-ouest et de l'Isère au sud-ouest. La moitié sud de la montagne est incluse dans le parc naturel régional de Chartreuse depuis le 20 octobre 2022 lorsque plusieurs communes autour du lac d'Aiguebelette intègrent l'aire protégée tandis que la totalité du relief constitue une ZNIEFF de type II.
Elle constitue le premier relief notable avant les Alpes en venant de l'ouest depuis Lyon. Elle s'étire sur vingt kilomètres de longueur pour un à quatre kilomètres de largeur entre Yenne au nord et la Bridoire au sud. Au nord, les gorges de la Balme franchies par le Rhône les séparent de la montagne de Parves. À l'ouest, des flancs abrupts et des falaises dominent le Rhône et l'Avant-Pays savoyard autour de Saint-Genix-sur-Guiers et le Pont-de-Beauvoisin. Au sud, l'altitude s'abaisse progressivement jusqu'à la Bridoire,. À l'est, le relief est moins individualisé avec un plateau légèrement entaillé par de petits cours d'eau dont celui du Flon qui sépare le mont Tournier du mont du Chat et de la chaîne de l'Épine. D'un point de vue géologique, cet anticlinal composé de roches calcaires du Crétacé inférieur et érodé depuis le Pliocène peut être considéré, avec la chaîne de l'Épine, comme l'extrémité méridionale du massif du Jura. Au sud de la Bridoire, en rive gauche du Thiez, l'anticlinal du mont Tournier se prolonge par celui du Ratz, bien que ce dernier se retrouve décalé par le jeu d'une faille.
Plusieurs sommets peu individualisées s'égrènent le long de la montagne dont le Montmerle (631 m), le Montbel (706 m), le mont Chaffaron (854 m) et le mont Tournier stricto sensu, le plus élevé avec 877 mètres d'altitude. Dans sa partie sud, le chaînon montagneux s'abaisse progressivement, l'altitude passant d'environ 600 à 300 mètres, et il prend l'aspect d'une falaise marquant le rebord d'un plateau relevé vers le nord-ouest et dont la partie sud-est est occupée par le lac d'Aiguebelette,. Ce sont ces falaises qui auraient abrité le contrebandier Louis Mandrin dans des grottes au-dessus de Verel-de-Montbel.
Ce relief constitue une barrière relativement peu aisée à franchir, notamment dans sa moitié nord. Ainsi, l'ancienne route nationale 516 contourne la montagne par le nord via les gorges de la Balme et la ligne de chemin de fer de Saint-André-le-Gaz à Chambéry en fait autant par le sud en passant à la Bridoire. Cependant, de petites routes parviennent à franchir le relief, notamment dans sa partie sud, via les cols du Mont Tournier, de la Lattaz, de la Crusille et du Banchet. L'autoroute A43 traverse les falaises méridionales via le tunnel de Dullin.
Les abords du mont Tournier sont relativement peuplés avec les bourgs et villages de Saint-Genix-sur-Guiers, Aoste et le Pont-de-Beauvoisin à l'ouest, la Bridoire au sud, Novalaise à l'est et Yenne au nord-est pour les plus importants. D'autres villages se sont implantés sur la montagne en elle-même comme Saint-Maurice-de-Rotherens, Sainte-Marie-d'Alvey, Ayn et Dullin.